# My World (EP)
My World는 저스틴 비버의 데뷔 EP으로, 2009년 발매되었다.